# Jaylen Bland
Jaylen Bland (Reseda, California, 29 de marzo de 1993) es un baloncestista estadounidense que se encuentra sin equipo. Con 1,91 metros de estatura, juega en la posición de base.

## Trayectoria deportiva

### Universidad
Jugó una temporada en los Racers de la Universidad Estatal Murray, en la que promedió 1,7 puntos y 1,3 rebotes por partido. Al año siguiente fue transferido a los Highlanders de la Universidad de California en Riverside, pero tuvo que cumplir con la norma de la NCAA que le impidió jugar durante un año, el cual lo pasó en el pequeño College of the Canyons, con los que ganó la liga, siendo elegido en el mejor quinteto de la competición.
En 2014 se incorporó definitivamente a Riverside, donde jugó dos temporadas, en las que promedió 15,5 puntos, 4,3 rebotes y 1,7 asistencias por partido, siendo elegido en su primera temporada Debutante del Año de la Big West Conference y em ambas incluido en el segundo mejor quinteto de la conferencia.

### Profesional
Tras no ser elegido en el Draft de la NBA de 2016, sí lo fue en el Draft de la NBA D-League, en el puesto 15 de la primera ronda por Salt Lake City Stars, equipo con el que firmó contrato.
Disputó el Africa Champions Clubs Road to BAL 2024 con el Abidjan Basketball Club Fighters de Costa de Marfil.